# ジョナタン・パンゾ
ジョナタン・ウィリアム・パンゾ（フランス語: Jonathan William Panzo、2000年10月25日 - ）は、イングランドとコートジボワールのサッカー選手。ポジションはDF。

## クラブ歴

### モナコ
チェルシーFCの下部組織に9歳の頃から在籍し、2018年7月にASモナコに移籍した。フランス全国選手権2に所属するセカンドチームで選手初出場。2018年12月19日に行われたクープ・ドゥ・ラ・リーグでフル出場しトップチーム初出場を記録した。
2019年8月30日にモナコの傘下にあるサークル・ブルッヘに1シーズンの期限付き移籍。

### ディジョン
2020年8月にはEFLチャンピオンシップに所属するコヴェントリー・シティFC、ダービー・カウンティFC、スウォンジー・シティAFCなどからの関心が伝えられた。しかし同月末にリーグ・アンのディジョンFCOに移籍した。26日に契約にサイン、移籍金は推定340万ユーロ。

### ノッティンガム・フォレスト
2022年1月31日、ノッティンガム・フォレストFCへ完全移籍

## 代表歴
年代別代表ではイングランド代表として出場を重ねている。
U-17代表としてはUEFA U-17欧州選手権2017で準優勝し、個人としてはベストイレブン入りを果たした。また2017 FIFA U-17ワールドカップでは優勝した。その後もU-18代表、U-19代表と出場した。
U-21代表としては2019年8月30日に初招集。9月6日に初出場を記録した。

## 家族
両親はコートジボワール出身。